# Schizopelex anatolica
Schizopelex anatolica är en nattsländeart som beskrevs av Schmid 1964. Schizopelex anatolica ingår i släktet Schizopelex och familjen krumrörsnattsländor. Inga underarter finns listade i Catalogue of Life.